# Ialpujeni, Cimișlia
Ialpujeni (uneori numit și Ialpugeni) este satul de reședință al comunei cu același nume  din raionul Cimișlia, Republica Moldova.

## Demografie

### Structura etnică
Structura etnică a satului Ialpujeni conform recensământului populației din 2004:
| Grup etnic                                               | Populație | % Procentaj  |
| -------------------------------------------------------- | --------- | ------------ |
| Băștinași declarați Moldoveni Băștinași declarați Români | 1189 1    | 98,35% 0,08% |
| Ruși                                                     | 6         | 0,50%        |
| Bulgari                                                  | 6         | 0,50%        |
| Ucraineni                                                | 3         | 0,25%        |
| Alții                                                    | 4         | 0,33%        |
| Total                                                    | 1209      |              |